# Ojos de Agua, Mexiko
Ojos de Agua är en ort i Mexiko.   Den ligger i kommunen Zinapécuaro och delstaten Michoacán de Ocampo, i den södra delen av landet, 180 km väster om huvudstaden Mexico City. Ojos de Agua ligger 2 241 meter över havet och antalet invånare är 372.
Terrängen runt Ojos de Agua är huvudsakligen kuperad, men åt nordväst är den platt. Runt Ojos de Agua är det ganska tätbefolkat, med 90 invånare per kvadratkilometer. Närmaste större samhälle är Zinapécuaro, 6,9 km norr om Ojos de Agua. I omgivningarna runt Ojos de Agua växer i huvudsak blandskog.